# 李士鉁
李士鉁，天津府天津縣人，祖籍江苏昆山，清朝政治人物、進士出身。延古堂李氏后人（天津八大家之李家）。
光緒六年（1880年），参加庚辰科殿試，登進士二甲第43名。同年五月，改翰林院庶吉士。光緒十二年四月，散館，授翰林院編修。